# MTV Unplugged (álbum de Shakira)
MTV Unplugged o Shakira present: MTV Unplugged es el primer álbum en vivo de la cantante colombiana Shakira, grabado en agosto de 1999 en la ciudad de Nueva York para la cadena MTV Latinoamérica bajo la dirección de Jeanine Anuel y publicado al mercado en CD en febrero de 2000. El álbum es considerado como una de las mejores presentaciones en vivo de la artista, y como un camino previo al ingreso musical y comercial en Estados Unidos. Por este álbum, Shakira ganó un Premio Grammy estadounidense por mejor álbum de pop latino y dos Premios Grammy Latinos.
El 12 de agosto de 1999, Shakira filmó el concierto acústico MTV Unplugged en el Gran Salón de baile de Manhattan Center Studios de la ciudad de Nueva York. Estuvo acompañada por un conjunto de músicos que apoyaron su interpretación con nuevos arreglos, principalmente de su segundo álbum de estudio ¿Dónde están los ladrones? (1998). Entre ellas, destacaron la nueva versión árabe de «Ojos así» y los acordes de «Ciega, sordomuda» acompañada por un grupo mariachi. Con una puesta en escena representativa de los elementos básicos de la vida (el fuego, el agua, el aire y la tierra), Shakira realizó un concierto acústico con un especial sabor latino. Shakira y Tim Mitchell (director de su banda) fueron quienes produjeron este álbum musicalmente, considerando los arreglos necesarios desde citaras y acordeones hasta la forma en que interpretaría el mariachi de «Ciega, sordomuda».
La transmisión del concierto por MTV Latinoamérica tuvo tanto éxito que el programa se convirtió en la primera presentación acústica internacional transmitida en español por MTV en Estados Unidos, y luego a través de varias redes europeas. Gracias a sus ventas, el disco del concierto fue certificado con un disco de oro en Brasil y Alemania y de platino en Grecia, Argentina y México.

## Lista de canciones
| MTV Unplugged – CD (2000) |                              |          |  |
| N.º                       | Título                       | Duración |  |
| 1.                        | «Octavo día»                 | 6:21     |  |
| 2.                        | «Si te vas»                  | 3:40     |  |
| 3.                        | «¿Dónde están los ladrones?» | 3:32     |  |
| 4.                        | «Moscas en la casa»          | 3:52     |  |
| 5.                        | «Ciega, sordomuda»           | 4:09     |  |
| 6.                        | «Inevitable»                 | 3:39     |  |
| 7.                        | «Estoy aquí»                 | 4:58     |  |
| 8.                        | «Tú»                         | 5:22     |  |
| 9.                        | «Sombra de ti»               | 4:07     |  |
| 10.                       | «No creo»                    | 4:08     |  |
| 11.                       | «Ojos así»                   | 6:50     |  |
| 50:41                     |                              |          |  |

| MTV Unplugged – DVD (2002) |                              |          |  |
| N.º                        | Título                       | Duración |  |
| 1.                         | «Octavo día»                 | 5:35     |  |
| 2.                         | «Si te vas»                  | 4:00     |  |
| 3.                         | «¿Dónde están Los ladrones?» | 3:29     |  |
| 4.                         | «Ciega, sordomuda»           | 4:14     |  |
| 5.                         | «Inevitable»                 | 3:52     |  |
| 6.                         | «Moscas en la casa»          | 3:55     |  |
| 7.                         | «Estoy aquí»                 | 4:56     |  |
| 8.                         | «Tú»                         | 5:05     |  |
| 9.                         | «Sombra de ti»               | 4:07     |  |
| 10.                        | «No creo»                    | 4:05     |  |
| 11.                        | «Ojos así»                   | 6:40     |  |
| 49:58                      |                              |          |  |

Material adicional
1. Timeline
2. Albums
3. Photo Gallery
4. Making Of (½ hour program)

## Certificaciones
| País/Continente | Proveedor | Certificación        | Ventas Certificadas |
| --------------- | --------- | -------------------- | ------------------- |
| Grecia          | IFPI      | Platino              | 6 000               |
| Brasil          | ABPD      | Oro                  | 20 000              |
| Argentina       | CAPIF     | Platino              | 40,000              |
| Estados Unidos  | RIAA      | Oro (Video Longform) | 50,000              |
| México          | AMPROFON  | Platino              | 60 000              |
| Alemania        | BVMI      | Oro                  | 100,000             |
| Estados Unidos  | RIAA      | Platino (Latin) x4   | 240,000             |